# Chick Evans
Charles E. "Chick" Evans (Indianapolis, 18 juli 1890 – Chicago, 6 november 1979) was een Amerikaans golfer die vijftig keer het US Amateur achter elkaar speelde en het acht keer won.

## Loopbaan
In totaal won hij acht keer het Western Amateurkampioenschap, voor het eerst op 19-jarige leeftijd.
In 1914 werd hij bij het US Open tweede achter Walter Hagen, die het Open toen voor het eerst won. Twee jaar later won hij het US Open in Minneapolis met een score van 286, hetgeen twintig jaar lang het record zou blijven. Tweede werd Jock Hutchison. Dat jaar won hij ook nog het US Amateur. Hij was de enige speler die beide toernooien in één jaar won, totdat Bobby Jones dat in 1930 ook deed.
Chick Evans hield ervan dingen uit te proberen. Hij won het Frans amateurkampioenschap nadat hij net zijn grip veranderd had op aanraden van James Braid, en niet meer zijn baseball-grip gebruikte. Hij won US Amateur een keer met maar zeven stokken. Zelf vond hij dat zijn putten niet goed was, daarom nam hij vaak meerdere putters mee.
In 1930 richtte Chick Evans de Evans Scholars Foundation op met het doel studiebeurzen ter beschikking te stellen aan caddies zodat die dan kunnen gaan studeren. Eind 2011 waren 9000 caddies afgestudeerd en 865 studeerden aan de veertien universiteiten waar het fonds eigen studentenhuizen heeft. Het fonds wordt beheerd door de Western Golf Association.
In 1960 kreeg hij de Bob Jones Award ter erkenning van zijn sportiviteit. Hij is in 1975 toegevoegd aan de World Golf Hall of Fame.

## Gewonnen

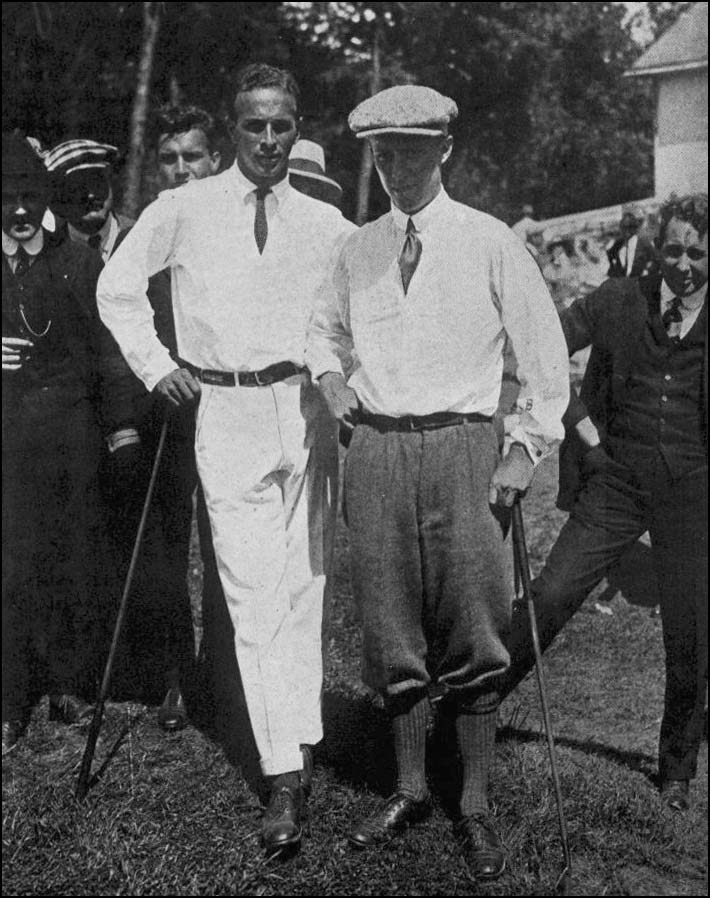
De twee finalisten van het US Open 1916: links Robert Gardner, rechts Chick Evans

Hoogtepunten van zijn golfcarrière waren:
- 1909: winnaar Western Amateur
- 1910: winnaar Western Open
- 1911: winnaar Frans Amateur
- 1912: finalist US Amateur, winnaar Western Amateur
- 1914: winnaar Western Amateur
- 1915: winnaar Western Amateur
- 1916: winnaar US Open en US Amateur
- 1920: winnaar US Amateur, winnaar Western Amateur
- 1921: winnaar Western Amateur
- 1922: finalist US Amateur, winnaar Western Amateur
- 1923: winnaar Western Amateur
- 1927: finalist US Amateur

### Teams
- Walker Cup: 1922, 1924, 1928.